# Trent O’Dea
Trent O'Dea (ur. 11 maja 1994 w Carlton) – australijski siatkarz, grający na pozycji środkowego, reprezentant Australii.

## Sukcesy klubowe
NEVZA:
- 2015

Mistrzostwo Szwecji:
- 2015
- 2017

## Sukcesy reprezentacyjne
Mistrzostwa Azji:
- 2019